# Ленд (тауншип, Миннесота)
Ленд (англ. Land) — тауншип в округе Грант, Миннесота, США. На 2000 год его население составило 244 человека.

## География
По данным Бюро переписи населения США площадь тауншипа составляет 87,7 км², из которых 86,9 км² занимает суша, а 0,8 км² — вода (0,92 %).

## Демография
По данным переписи населения 2000 года здесь находились 244 человека, 84 домохозяйства и 66 семей.  Плотность населения —  2,8 чел./км².  На территории тауншипа расположено 93 постройки со средней плотностью 1,1 построек на один квадратный километр. Расовый состав населения: 100,00 % белых.
Из 84 домохозяйств в 41,7 % воспитывались дети до 18 лет, в 71,4 % проживали супружеские пары, в 1,2 % проживали незамужние женщины и в 21,4 % домохозяйств проживали несемейные люди. 19,0 % домохозяйств состояли из одного человека, при том 8,3 % из — одиноких пожилых людей старше 65 лет. Средний размер домохозяйства — 2,90, а семьи — 3,36 человека.
29,1 % населения — младше 18 лет, 9,4 % — в возрасте от 18 до 24 лет, 26,2 % — от 25 до 44, 19,7 % — от 45 до 64, и 15,6 % — старше 65 лет. Средний возраст — 38 лет. На каждые 100 женщин приходилось 112,2 мужчин.  На каждые 100 женщин старше 18 приходилось 121,8 мужчин.
Средний годовой доход домохозяйства составлял 43 750 долларов, а средний годовой доход семьи —  51 250 долларов. Средний доход мужчин —  28 906  долларов, в то время как у женщин — 20 893. Доход на душу населения составил 14 788 долларов. За чертой бедности находились 3,2 % семей и 7,6 % всего населения тауншипа, из которых 7,8 % младше 18 и 13,8 % старше 65 лет.